# Augochlora xesis
Augochlora xesis är en biart som först beskrevs av Joseph Vachal 1911.  Augochlora xesis ingår i släktet Augochlora och familjen vägbin. Inga underarter finns listade.